# Thulia Island
Thulia Island ist eine Insel vor der Ingrid-Christensen-Küste des ostantarktischen Prinzessin-Elisabeth-Lands. Sie liegt 3 km nordöstlich von Sted Island in der Prydz Bay.
Das Antarctic Names Committee of Australia benannte sie 2021 nach dem Titel eines Gedichts von James Croxall Palmer (1811–1883), Chirurg bei der United States Exploring Expedition (1838–1842) unter der Leitung von Charles Wilkes. Dieses Gedicht wurde zudem vom Geologen James Dwight Dana vertont.